# Mike Vallely
Mike Vallely, även känd som Mike V, född 29 juni 1970 i Edison, New Jersey, är en amerikansk professionell skateboardåkare och sångare och musiker.

## Karriär
Vallely blev proffs 1986 efter att ha blivit upptäckt av Lance Mountain och Stacy Peralta. Mike Vallely har, efter tjugo år som proffs, blivit en av skatevärldens mest framstående åkare. Han är sponsrad av bland annat Jeep, Element, SportSkool, Destructo och SoBe. Han kom även på tricket airwalk.
Han spelar också i ett punk/rock-band som heter Mike V/ By the Sword. Han har även deltagit i skatecore bandet Mike V and the Rats och Revolution Mother.
Mike Vallely har varit med i många av Tony Hawk-spelen, bland annat Tony Hawk's Underground 2 och Tony Hawk's Pro Skater 4, han har även varit med i ett avsnitt i "Viva la Bam", en TV-serie av Bam Margera.